# Marshall Islands National Olympic Committee

Logo des MINOC

Das Marshall Islands National Olympic Committee (MINOC) ist der nationale Dachverband für die olympischen Sportarten auf den Marshallinseln mit Sitz in der Landeshauptstadt Majuro. 2006 wurde das MINOC vom Internationalen Olympischen Komitee als NOK anerkannt, der Verband ist dementsprechend auch Mitglied des Kontinentalverbandes ONOC. Präsident Kenneth Kramer und Generalsekretär Terry Sasser wurden im April 2017 auf eine vierjährige Amtsperiode wiedergewählt.
Die neun Mitgliedsverbände sind:
- Marshall Islands Athletics Federation (Leichtathletik)
- Marshall Islands Basketball Federation
- Marshall Islands Softball/Baseball Federation
- Marshall Islands Swimming Federation (Schwimmsport)
- Marshall Islands Table Tennis Federation (Tischtennis)
- Marshall Islands Taekwondo Federation
- Marshall Islands Volleyball Federation
- Marshall Islands Weightlifting Federation (Gewichtheben)
- Marshall Islands Wrestling Federation